# Tombe delle consorti dei sovrani di Spagna
Questo è l'elenco dei luoghi di sepoltura delle consorti dei sovrani di Spagna.

## Regine consorti di Spagna (1526-1833)
| Sovrano                                       | Immagine del sovrano | Luogo di sepoltura                                                                           | Immagine della tomba | Coniuge        |
| --------------------------------------------- | -------------------- | -------------------------------------------------------------------------------------------- | -------------------- | -------------- |
| Isabella del Portogallo (1526-1539)           |                      | Cripta Reale del Monastero dell'Escorial, San Lorenzo de El Escorial Spagna                  |                      | Carlo I        |
| Maria I d'Inghilterra (1556-1558)             |                      | Abbazia di Westminster, Londra Inghilterra                                                   |                      | Filippo II     |
| Elisabetta di Valois (1559-1568)              |                      | Cripta Reale del Monastero dell'Escorial, San Lorenzo de El Escorial Spagna                  |                      | Filippo II     |
| Anna d'Austria (1570-1580)                    |                      | Cripta Reale del Monastero dell'Escorial, San Lorenzo de El Escorial Spagna                  |                      | Filippo II     |
| Margherita d'Austria-Stiria (1599-1611)       |                      | Cripta Reale del Monastero dell'Escorial, San Lorenzo de El Escorial Spagna                  |                      | Filippo III    |
| Elisabetta di Francia (1621-1644)             |                      | Cripta Reale del Monastero dell'Escorial, San Lorenzo de El Escorial Spagna                  |                      | Filippo IV     |
| Maria Anna d'Austria (1649-1665)              |                      | Cripta Reale del Monastero dell'Escorial, San Lorenzo de El Escorial Spagna                  |                      | Filippo IV     |
| Maria Luisa d'Orléans (1679-1689)             |                      | Cripta Reale del Monastero dell'Escorial, San Lorenzo de El Escorial Spagna                  |                      | Carlo II       |
| Maria Anna del Palatinato-Neuburg (1690-1700) |                      | Cripta Reale del Monastero dell'Escorial, San Lorenzo de El Escorial Spagna                  |                      | Carlo II       |
| Maria Luisa di Savoia (1701-1714)             |                      | Cripta Reale del Monastero dell'Escorial, San Lorenzo de El Escorial Spagna                  |                      | Filippo V      |
| Elisabetta Farnese (1714-1724)                |                      | Real Collegiata della Santissima Trinità della Granja de San Ildefonso, San Ildefonso Spagna |                      | Filippo V      |
| Luisa Elisabetta d'Orléans (1724)             |                      | Chiesa di Saint-Sulpice, Parigi Francia                                                      |                      | Luigi I        |
| Elisabetta Farnese (1724-1746)                |                      | Real Collegiata della Santissima Trinità della Granja de San Ildefonso, San Ildefonso Spagna |                      | Filippo V      |
| Maria Barbara del Portogallo (1746-1758)      |                      | Convento de las Salesas Reales, Madrid Spagna                                                |                      | Ferdinando VI  |
| Maria Amalia di Sassonia (1759-1760)          |                      | Cripta Reale del Monastero dell'Escorial, San Lorenzo de El Escorial Spagna                  |                      | Carlo III      |
| Maria Luisa di Parma (1788-1808)              |                      | Cripta Reale del Monastero dell'Escorial, San Lorenzo de El Escorial Spagna                  |                      | Carlo IV       |
| Julie Clary (1808-1813)                       |                      | Basilica di Santa Croce, Firenze Italia                                                      |                      | Giuseppe I     |
| Maria Isabella del Portogallo (1816-1818)     |                      | Cripta Reale del Monastero dell'Escorial, San Lorenzo de El Escorial Spagna                  |                      | Ferdinando VII |
| Maria Giuseppa di Sassonia (1819-1829)        |                      | Cripta Reale del Monastero dell'Escorial, San Lorenzo de El Escorial Spagna                  |                      | Ferdinando VII |
| Maria Cristina delle Due Sicilie (1829-1833)  |                      | Cripta Reale del Monastero dell'Escorial, San Lorenzo de El Escorial Spagna                  |                      | Ferdinando VII |

## Re consorti di Spagna (1846-1868)
| Sovrano                                          | Immagine del sovrano | Luogo di sepoltura                                                          | Immagine della tomba | Coniuge     |
| ------------------------------------------------ | -------------------- | --------------------------------------------------------------------------- | -------------------- | ----------- |
| Francesco d'Assisi di Borbone-Spagna (1846-1868) |                      | Cripta Reale del Monastero dell'Escorial, San Lorenzo de El Escorial Spagna |                      | Isabella II |

## Regine consorti di Spagna (dal 1870)
| Sovrano                                             | Immagine del sovrano | Luogo di sepoltura                                                          | Immagine della tomba | Coniuge      |
| --------------------------------------------------- | -------------------- | --------------------------------------------------------------------------- | -------------------- | ------------ |
| Maria Vittoria dal Pozzo della Cisterna (1870-1873) |                      | Basilica di Superga, Torino Italia                                          |                      | Amedeo I     |
| Maria Mercedes d'Orléans (1878)                     |                      | Cattedrale dell'Almudena, Madrid Spagna                                     |                      | Alfonso XII  |
| Maria Cristina d'Austria (1879-1885)                |                      | Cripta Reale del Monastero dell'Escorial, San Lorenzo de El Escorial Spagna |                      | Alfonso XII  |
| Vittoria Eugenia di Battenberg (1906-1931)          |                      | Cripta Reale del Monastero dell'Escorial, San Lorenzo de El Escorial Spagna |                      | Alfonso XIII |